# Аниш Гири
Аниш Гири (на английски: Anish Giri) е шахматист от непалско-руски произход, състезаващ се за федерацията по шахмат на Нидерландия. Достига званието гросмайстор, когато е на 14 години и 7 месеца.
Роден е в Санкт Петербург, Русия на 28 юни 1994 година. Бащата на Гири е от непалски произход, а майка му е рускиня. Преди да стане известен покрай шахмата, Аниш и семейството му се местят от Русия в град Сапоро, Япония, а през 2008 г. се преселват в Нидерландия.
От 2009 г. Гири се състезава за Нидерландия. През януари 2011 г. в 3-тия кръг на турнира във Вайк ан Зее побеждава Магнус Карлсен – № 1 в ранглистата на ФИДЕ, с черните фигури само след изиграването на 22 хода.
Гири е четирикратен национален шампион по шах на Нидерландия (2009, 2011, 2012, 2015). Представлява страната на 4 шахматни олимпиади (2010, 2012, 2014, 2016). Също така печели турнира в Реджо Емилия през 2012 г.
През лятото на 2015 г. Аниш Гири се жени за Софико Гурмишвили, от която има син Даниъл. Тримата живеят в Хага.
Аниш Гири говори свободно руски, английски и нидерландски език, сравнително добре се справя и с японски, непалски и немски.

## Шахматна кариера
Гири получава първите си знания в шахматен клуб в родния си град Санкт Петербург. По време на престоя си в Япония се записва в местните клубове по шах.
През юношеските си години Гири много бързо трупа точки ЕЛО, като за периода от април 2006 г. до юли 2010 г. получава повече от 500 точки, за да достигне 2672.
През януари 2009 г. дели 2-рото място в група Ц на турнира „Корус“. Това е и първата му поява на голям турнир. Второто му място осигурява преминаването и на третата му гросмайсторска норма и така през юни официално получава титлата гросмайстор. През 2009 печели откритото първенство на Нидерландия, както и първото си национално първенство по шахмат на Нидерландия.
Представянето му от 2009 г. в група Ц на турнира „Корус“ му дава място в по-горната група Б през 2010 г., която успява да спечели с резултат 9/13.
През май 2010 г. Гири помага на Вишванатан Ананд в подготовката му за световното първенство по шах за 2010 г., проведено в София, България срещу претендента Веселин Топалов.
През 2011 г. в дебюта си на турнира във Вайк ан Зее побеждава норвежеца Магнус Карлсен и прави резултат от 6.5/13. До края на годината става шампион по шахмат на Нидерландия за втори път, а също така дели първото място на турнира „Sigeman & Co“ с Уесли Со и Ханс Тиканен.
Независимо от факта, че е най-ниско поставеният играч на турнира в Реджо Емилия през 2012 г., Гири успява да спечели 1-вото място. През същата година печели за 3-ти път шампионат по шахмат на Нидерландия. Силното му представяне през годината продължава с 3-то място на силния турнир Biel Chess Festival.
През 2014 г. печели 2-ро място на турнира във Вайк ан Зее и на силния турнир Катар Мастърс Опън.
През 2015 г. Гири печели шампионата по шахмат на Нидерландия за 4-ти път.
През 2016 г. завършва на 6-о място на турнирите „Лондон Класик“ и „Гранд Чес Тур Париж“, на 9-о място на турнира „Твоят следващ ход“ и на 10-о място за „Синкфийлд Къп“. Всички тези турнири са част от „Гранд Чес Тур“ (Grand Chess Tour), където след сумиране на резултатите през годинатра от всички тях Гири заема предпоследното 7-о място пред световния шампион Веселин Топалов. Това му представяне му печели сумата от 50 хил. щатски долара.
Гири започва 2017 г. на 10-о място в ранглистата на ФИДЕ с 2773 т. ЕЛО.